# Pendulum (album)
Pendulum – szósty studyjny album amerykańskiego zespołu Creedence Clearwater Revival wydany 7 grudnia 1970 roku przez wytwórnię Fantasy Records.
Jest zarazem ostatnim albumem zespołu, na którym gra gitarzysta rytmiczny Tom Fogerty, który opuścił grupę tuż po wydaniu płyty. Od tamtego czasu zespół liczy tylko trzech członków.
Na albumie znalazło się 10 rockowych utworów, wszystkie zostały skomponowane przez Johna Fogerty’ego. Wśród nich znalazły się 2 single: „Have You Ever Seen the Rain?” oraz „Hey Tonight”. Oba zostały pozytywnie ocenione i sklasyfikowane na 8. miejscu Pop Singles w 1971 roku.

## Lista utworów

### Strona 1
Wszystkie utwory napisał John Fogerty.
| 1. | „Pagan Baby”                   | 6:25  |
|    |                                |       |
| 2. | „Sailor’s Lament”              | 3:49  |
|    |                                |       |
| 3. | „Chameleon”                    | 3:21  |
|    |                                |       |
| 4. | „Have You Ever Seen the Rain?” | 2:40  |
|    |                                |       |
| 5. | „(Wish I Could) Hideaway”      | 3:47  |
|    |                                |       |
|    |                                | 20:02 |
|    |                                |       |

### Strona 2
| 1. | „Born to Move”          | 5:40  |
|    |                         |       |
| 2. | „Hey Tonight”           | 2:45  |
|    |                         |       |
| 3. | „It’s Just a Thought”   | 3:56  |
|    |                         |       |
| 4. | „Molina”                | 2:44  |
|    |                         |       |
| 5. | „Rude Awakening, No. 2” | 6:22  |
|    |                         |       |
|    |                         | 21:27 |
|    |                         |       |

## Twórcy
- Doug Clifford – perkusja
- Stu Cook – bass
- John Fogerty – gitara, pianino, organki, saksofon i śpiew
- Tom Fogerty – gitara rytmiczna i śpiew

## Pozycje na listach

### Album
| Rok  | Lista           | Pozycja |
| ---- | --------------- | ------- |
| 1971 | Black Albums    | #28     |
| 1971 | Pop Albums      | #5      |
| 1971 | UK Album Charts | #23     |

### Single
| Rok  | Singel                        | Pozycja     | Pozycja   |
| Rok  | Singel                        | Pop Singles | UK Top 40 |
| ---- | ----------------------------- | ----------- | --------- |
| 1971 | „Hey Tonight”                 | #8          |           |
| 1971 | „Have You Ever Seen the Rain” | #8          | #36       |